# Чистопіль (Кам'янський район)
Чи́стопіль — село в Україні, у П'ятихатській міській громаді Кам'янського району Дніпропетровської області.  Населення становить 466 осіб.

## Географія
Село Чистопіль знаходиться на березі річки Комісарівка, вище за течією на відстані 1 км розташоване село Нововасилівка, нижче за течією на відстані 2,5 км розташоване село Комісарівка. По селу протікає висихний струмок з загатою. Повз село проходить шлях на села Виноградівка, Холодіївка, Лихівка.

## Історія
До 1861 року село мало назву Касьянівка. Село виникло у XVIII столітті шляхом переселення селян з Київської й інших губерній. До 1956 року складалося з двох сіл: Чистопіль і Єржеве (за прізвищем одного з поміщиків). 1956 року проведено укрупнення села Чистопіль за рахунок приєднання до нього села Єржеве. В 1861 році село «очистилось» від кріпацтва і в народі стали говорить «чисте село» (одна з версій назви). За адміністративним поділом село було Комісарівської волості, Верхньодніпровського повіту, Катеринославської губернії.

## Населення
Мова
Розподіл населення за рідною мовою за даними перепису 2001 року:
| Мова            | Відсоток |
| --------------- | -------- |
| українська      | 97 %     |
| російська       | 2,8 %    |
| інші/не вказали | 0,2 %    |

## Об'єкти соціальної сфери

### Заклади культури
- Клуб (засновано у 1923 році, новий збудовано у 1947 році та 1974 році).
- Публічна сільська бібліотека — філія № 32 П'ятихатської ЦБС.

## Відомі люди
- Зарівняк Григорій Лазарович — композитор, заслужений працівник культури РРФСР, заслужений діяч мистецтв Республіки Комі[2][3]